# Aitana (Sängerin)

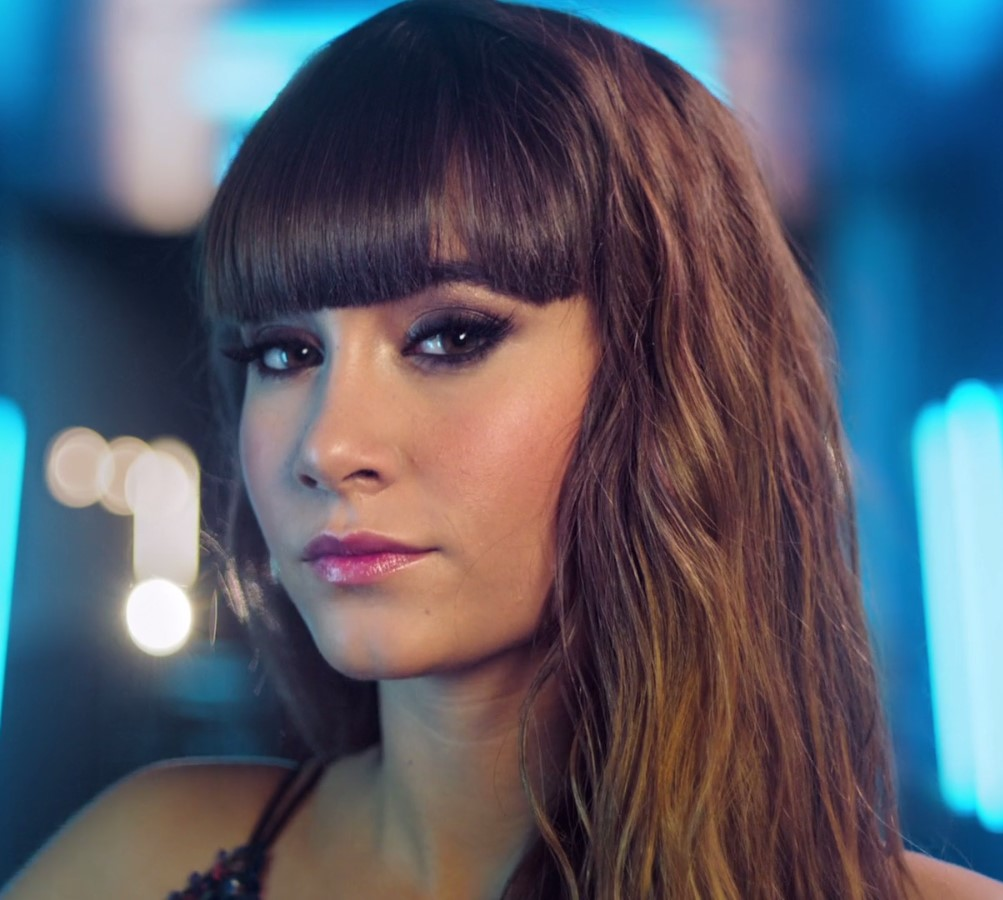
Aitana (2018)

Aitana Ocaña Morales, genannt Aitana (* 27. Juni 1999 in Sant Climent de Llobregat) ist eine spanische Popsängerin.

## Leben und Karriere
Aitana wurde als einziges Kind von Cosme Ocaña und Belén Morales geboren, wuchs in der Gemeinde Sant Climent de Llobregat, einem Vorort von Barcelona, auf und begann früh zu singen. Im Jahr 2014 fing sie an, Songs auf YouTube zu covern sowie ihre ersten eigenen Songs zu schreiben.
Im Jahr 2017 beendete sie die Schule mit dem Batxillerat. Von ihrem ursprünglichen Plan, ein Design-Studium anzutreten, kam sie ab, als sie beim Casting von Operación Triunfo vorsang und später als eine der 16 Kandidaten der neunten Staffel der Show ausgewählt wurde. Durch die Teilnahme bei der Show wurde Aitana in Spanien bekannt und belegte nach Amaia Romero den zweiten Platz. Nach der Castingshow unterschrieb Aitana einen Plattenvertrag mit Universal Music in Spanien.
Bei Operación Triunfo trat Aitana außerdem mit ihrem Solo-Song Arde und ihrem Song Lo Malo zusammen mit Ana Guerra an, um Spanien beim Eurovision Song Contest 2018 zu vertreten, konnte den Vorentscheid jedoch nicht gewinnen. Der Song Lo Malo wurde ein Nummer-eins-Hit in den spanischen Single-Charts und wurde dort fünfmal mit Platin ausgezeichnet. In den USA reichte es für eine Auszeichnung mit Gold.
Im Frühjahr 2018 nahm sie in Los Angeles ihr erstes Studioalbum mit dem Produzenten Sebastian Krys auf. Nach Ende der 9. Staffel von Operación Triunfo war Aitana im Sommer 2018 Teil der Tour des Contests und gab gemeinsam mit den anderen Show-Teilnehmern Konzerte im ganzen Land.
2018 wurde ihr Buch La tinta de mis ojos veröffentlicht, das sie gemeinsam mit einem Coach geschrieben hatte und welches u. a. Gedichte beinhaltet.
Ende Juli 2018 erschien ihre erste Solosingle Teléfono. Diese wurde in den USA mit einer Platin-Schallplatte ausgezeichnet. Außerdem nahm Aitana zusammen mit Lele Pons einen Remix ihres Songs Teléfono auf. Mit ihr moderierte sie auch die 19th Latin Grammy.
Ebenfalls 2018 kreierte sie ein eigenes Parfüm, welches ihren Namen trägt. Neben ihren spanischen Songs auf der EP Tráiler veröffentlichte Aitana die englischen Songs Stupid und Popcorn. 2018 wurde auch ihr Song Vas a quedarte veröffentlicht, geschrieben von der kolumbianischen Band Morat. Zusammen mit Ana Guerra, Lola Indigo, Raoul und Agoney sang sie für den Coca-Cola Weihnachtsspot.
Außerdem wirkte sie am 2019 veröffentlichten Song Presiento der Band Morat mit. Im Mai 2019 veröffentlichte sie die Single Nada sale mal, welche auch ein Teil ihres Albums Spoiler ist. Kurz darauf erschien die Single Con la miel en los labios, welche von Nostalgie und Romantik handelt. Außerdem nahm sie zusammen mit Zayn Malik die spanische Version von A Whole New World aus dem Film Aladdin auf.
Im Oktober 2019 wurde sie bei den Cosmo Awards mit dem Preis „Chica Cosmo“ ausgezeichnet.
2024 spielte sie in der spanischen romantischen Komödie „Wand an Wand“ (Pared con pared) eine Hauptrolle.
Aitana ist seit 2019 mit dem spanischen Schauspieler Miguel Bernardeau liiert und lebt in Madrid.

## Diskografie

### Alben
| Jahr | Titel Musiklabel                                       | Höchstplatzierung, Gesamtwochen, AuszeichnungChartsChartplatzierungen (Jahr, Titel, Musiklabel, Platzierungen, Wochen, Auszeichnungen, Anmerkungen) | Anmerkungen                                |
| Jahr | Titel Musiklabel                                       | ES | Anmerkungen                                |
| ---- | ------------------------------------------------------ | --- | ------------------------------------------ |
| 2018 | Sus canciones (Operación Triunfo 2017) Universal Music | ES2 Gold · (34 Wo.)ES | Erstveröffentlichung: 16. März 2018        |
| 2018 | Tráiler Universal Music                                | ES1 Platin · (44 Wo.)ES | Erstveröffentlichung: 29. November 2018 EP |
| 2019 | Spoiler Universal Music                                | ES1 Platin · (149 Wo.)ES | Erstveröffentlichung: 7. Juni 2019         |
| 2020 | 11 razones Universal Music                             | ES1 ×2Doppelplatin · (156 Wo.)ES | Erstveröffentlichung: 10. Dezember 2020    |
| 2022 | La Última (Banda Sonora Original) Hollywood Records    | ES4 Gold · (26 Wo.)ES | Erstveröffentlichung: 2. Dezember 2022     |
| 2023 | Alpha Universal Music                                  | ES1 ×2Doppelplatin · (… Wo.)ES | Erstveröffentlichung: 21. September 2023   |
| 2025 | Cuarto azul Universal Music                            | ES1 Platin · (… Wo.)ES | Erstveröffentlichung: 29. Mai 2025         |

### Singles
| Jahr | Titel Album                                                       | Höchstplatzierung, Gesamtwochen, AuszeichnungChartsChartplatzierungen (Jahr, Titel, Album, Platzierungen, Wochen, Auszeichnungen, Anmerkungen) | Anmerkungen                                                  |
| Jahr | Titel Album                                                       | ES | Anmerkungen                                                  |
| --- | ----------------------------------------------------------------- | --- | ------------------------------------------------------------ |
| 2017 | No puedo vivir sin ti Sus canciones (Operación Triunfo 2017)      | ES— GoldES | Erstveröffentlichung: 31. Oktober 2017 mit Cepeda            |
| 2018 | Chas! Y aparezco a tu lado Sus canciones (Operación Triunfo 2017) | ES77 (1 Wo.)ES | Erstveröffentlichung: 2. Januar 2018                         |
| 2018 | Procuro olvidarte Sus canciones (Operación Triunfo 2017)          | ES61 (4 Wo.)ES | Erstveröffentlichung: 15. Januar 2018                        |
| 2018 | Lo malo Sus canciones (Operación Triunfo 2017)                    | ES1 ×5Fünffachplatin · (57 Wo.)ES | Erstveröffentlichung: 6. April 2018 mit Ana Guerra           |
| 2018 | Arde Sus canciones (Operación Triunfo 2017)                       | ES15 Gold · (7 Wo.)ES | Erstveröffentlichung: 13. April 2018                         |
| 2018 | Teléfono Tráiler                                                  | ES1 ×4Vierfachplatin · (39 Wo.)ES | Erstveröffentlichung: 26. Juli 2018                          |
| 2018 | Vas a quedarte Tráiler                                            | ES1 ×4Vierfachplatin · (35 Wo.)ES | Erstveröffentlichung: 2018                                   |
| 2019 | Nada sale mal Spoiler                                             | ES4 Platin · (17 Wo.)ES | Erstveröffentlichung: 16. Mai 2019                           |
| 2019 | Con la miel en los labios Spoiler                                 | ES6 ×2Doppelplatin · (15 Wo.)ES | Erstveröffentlichung: 30. Mai 2019                           |
| 2019 | Me quedo Spoiler                                                  | ES6 ×2Doppelplatin · (35 Wo.)ES | Erstveröffentlichung: 28. Juni 2019 mit Lola Indigo          |
| 2019 | + 11 Razones                                                      | ES2 ×4Vierfachplatin · (47 Wo.)ES | Erstveröffentlichung: 17. Dezember 2019 mit Cali y El Dandee |
| 2020 | Enemigos –                                                        | ES11 Platin · (18 Wo.)ES | Erstveröffentlichung: 14. Mai 2020 mit Reik                  |
| 2020 | Más de lo que aposté –                                            | ES21 Platin · (24 Wo.)ES | Erstveröffentlichung: 30. Juli 2020 feat. Morat              |
| 2020 | Tu foto del DNI –                                                 | ES5 ×2Doppelplatin · (22 Wo.)ES | Erstveröffentlichung: 14. September 2020 mit Marmi           |
| 2020 | Corazón sin vida 11 razones                                       | ES4 ×2Doppelplatin · (22 Wo.)ES | Erstveröffentlichung: 2. Oktober 2020 mit Sebastián Yatra    |
| 2020 | 11 razones                                                        | ES15 ×2Doppelplatin · (15 Wo.)ES | Erstveröffentlichung: 7. Dezember 2020                       |
| 2021 | Ni una más –                                                      | ES37 Gold · (2 Wo.)ES | Erstveröffentlichung: 30. April 2021                         |
| 2021 | Aunque no sea conmigo –                                           | ES55 Gold · (2 Wo.)ES | Erstveröffentlichung: 22. Juli 2021 mit Evaluna Montaner     |
| 2021 | Berlin –                                                          | ES15 ×2Doppelplatin · (25 Wo.)ES | Erstveröffentlichung: 18. September 2021                     |
| 2021 | Formentera Alpha                                                  | ES3 ×7Siebenfachplatin · (78 Wo.)ES | Erstveröffentlichung: 3. Dezember 2021 feat. Nicki Nicole    |
| 2022 | En el coche Alpha                                                 | ES3 ×3Dreifachplatin · (26 Wo.)ES | Erstveröffentlichung: 31. März 2022                          |
| 2022 | Quieres –                                                         | ES20 ×3Dreifachplatin · (31 Wo.)ES | Erstveröffentlichung: 21. Juli 2022 feat. Emilia & Ptazeta   |
| 2022 | Otra vez –                                                        | ES40 Gold · (3 Wo.)ES | Erstveröffentlichung: 21. September 2022                     |
| 2022 | La última La última (Banda Sonora Original)                       | ES81 Gold · (2 Wo.)ES | Erstveröffentlichung: 10. November 2022                      |
| 2023 | Los Ángeles Alpha                                                 | ES3 ×4Vierfachplatin · (42 Wo.)ES | Erstveröffentlichung: 29. März 2023                          |
| 2023 | Las Babys Alpha                                                   | ES6 ×4Vierfachplatin · (37 Wo.)ES | Erstveröffentlichung: 6. Juni 2023                           |
| 2023 | Miamor Alpha                                                      | ES9 ×2Doppelplatin · (19 Wo.)ES | Erstveröffentlichung: 24. August 2023 feat. Rels B           |
| 2024 | Akureyri –                                                        | ES8 Platin · (13 Wo.)ES | Erstveröffentlichung: 25. April 2024 mit Sebastián Yatra     |
| 2024 | 4to 23 –                                                          | ES15 Gold · (7 Wo.)ES | Erstveröffentlichung: 4. Juli 2024                           |
| 2025 | Segundo intento Cuarto azul                                       | ES18 Gold · (14 Wo.)ES | Erstveröffentlichung: 23. Januar 2025                        |
| 2025 | Sentimiento natural Cuarto azul                                   | ES7 Gold · (7 Wo.)ES | Erstveröffentlichung: 13. März 2025 feat. Myke Towers        |
| 2025 | 6 de Febrero Cuarto azul                                          | ES2 Platin · (… Wo.)ES | Erstveröffentlichung: 5. Mai 2025                            |
| Folgende Lieder erschienen nicht als Single, wurden aber durch das Album zum Download und Streaming bereitgestellt und konnten somit eine Platzierung erlangen: |                                                                   | |                                                              |
| |                                                                   | |                                                              |
| 2018 | Mejor que tú Tráiler                                              | ES8 Gold · (8 Wo.)ES |                                                              |
| 2018 | Popcorn Tráiler                                                   | ES13 (2 Wo.)ES |                                                              |
| 2018 | Stupid Tráiler                                                    | ES20 (2 Wo.)ES |                                                              |
| 2019 | Las Vegas Spoiler                                                 | ES53 (1 Wo.)ES |                                                              |
| 2019 | Perdimos la razón Spoiler                                         | ES64 (1 Wo.)ES |                                                              |
| 2019 | Barro y hielo Spoiler                                             | ES97 (1 Wo.)ES |                                                              |
| 2020 | Cuando te fuiste 11 razones                                       | ES30 Gold · (6 Wo.)ES | Charteinstieg: 18. Dezember 2020 featuring Natalia Lacunza   |
| 2020 | - (Menos) 11 razones                                              | ES33 Gold · (2 Wo.)ES | Charteinstieg: 18. Dezember 2020 mit Álvaro Díaz & Pole      |
| 2020 | Estupidez 11 razones                                              | ES51 (1 Wo.)ES | Charteinstieg: 18. Dezember 2020 mit Beret                   |
| 2020 | No te has ido y ya te extraño 11 razones                          | ES55 Gold · (1 Wo.)ES | Charteinstieg: 18. Dezember 2020                             |
| 2020 | ×(Por) 11 razones                                                 | ES71 (1 Wo.)ES | Charteinstieg: 18. Dezember 2020                             |
| 2020 | ÷ (Dividido) 11 razones                                           | ES84 (1 Wo.)ES | Charteinstieg: 18. Dezember 2020                             |
| 2020 | = (Igual) 11 razones                                              | ES86 (1 Wo.)ES | Charteinstieg: 18. Dezember 2020                             |
| 2020 | Si no vas a volver 11 razones                                     | ES92 Gold · (1 Wo.)ES | Charteinstieg: 18. Dezember 2020                             |
| 2023 | Dararí Alpha                                                      | ES16 Gold · (4 Wo.)ES |                                                              |
| 2023 | Aqyne Alpha                                                       | ES33 Platin · (10 Wo.)ES | mit Danna Paola                                              |
| 2023 | 2 Extraños Alpha                                                  | ES55 (1 Wo.)ES |                                                              |
| 2023 | 24 Rosas Alpha                                                    | ES62 Gold · (1 Wo.)ES |                                                              |
| 2023 | Ella Bailaba Alpha                                                | ES69 (1 Wo.)ES |                                                              |
| 2023 | Luna Alpha                                                        | ES76 (1 Wo.)ES |                                                              |
| 2023 | Otra Noche Sin Ti Alpha                                           | ES90 (1 Wo.)ES |                                                              |
| 2023 | The Killers Alpha                                                 | ES91 (1 Wo.)ES |                                                              |
| 2025 | Cuando hables con él Cuarto azul                                  | ES4 Gold · (… Wo.)ES |                                                              |
| 2025 | Duele un montón despedirme de ti Cuarto azul                      | ES15 (5 Wo.)ES | feat. Jay Wheeler                                            |
| 2025 | Conexión Psíquica Cuarto azul                                     | ES20 (4 Wo.)ES |                                                              |
| 2025 | Superestrella Cuarto azul                                         | ES22 (3 Wo.)ES |                                                              |
| 2025 | La chica perfecta Cuarto azul                                     | ES24 (3 Wo.)ES | feat. Fangoria                                               |
| 2025 | Ex ex ex Cuarto azul                                              | ES31 (2 Wo.)ES | feat. Kenia Os                                               |
| 2025 | Cuarto azul                                                       | ES32 (2 Wo.)ES |                                                              |
| 2025 | Desde que ya no hablamos Cuarto azul                              | ES36 (2 Wo.)ES |                                                              |
| 2025 | ¿Para qué volver? Cuarto azul                                     | ES38 (2 Wo.)ES | feat. Ela Taubert                                            |
| 2025 | Trankis Cuarto azul                                               | ES44 (2 Wo.)ES | feat. Barry B                                                |
| 2025 | En el centro de la cama Cuarto azul                               | ES53 (1 Wo.)ES |                                                              |
| 2025 | De a beso a 2 besos Cuarto azul                                   | ES56 (1 Wo.)ES |                                                              |
| 2025 | Música en el cielo Cuarto azul                                    | ES58 (1 Wo.)ES |                                                              |
| 2025 | Lia Cuarto azul                                                   | ES59 (2 Wo.)ES |                                                              |
| 2025 | Hoy es tu cumpleaños Cuarto azul                                  | ES62 (1 Wo.)ES | feat. Danny Ocean                                            |
| 2025 | Luz de la mañana (Interlude) Cuarto azul                          | ES81 (1 Wo.)ES |                                                              |

### Gastbeiträge
| Jahr | Titel Album                                              | Höchstplatzierung, Gesamtwochen, AuszeichnungChartsChartplatzierungen (Jahr, Titel, Album, Platzierungen, Wochen, Auszeichnungen, Anmerkungen) | Anmerkungen                                                                        |
| Jahr | Titel Album                                              | ES | Anmerkungen                                                                        |
| --- | -------------------------------------------------------- | --- | ---------------------------------------------------------------------------------- |
| 2019 | Presiento Balas Perdidas                                 | ES9 ×4Vierfachplatin · (54 Wo.)ES | Erstveröffentlichung: 12. April 2019 Morat feat. Aitana                            |
| 2020 | Si tú la quieres En Tus Planes                           | ES13 ×4Vierfachplatin · (58 Wo.)ES | Erstveröffentlichung: 2. April 2020 David Bisbal feat. Aitana                      |
| 2020 | Resilient (Tiesto Remix) –                               | ES56 (1 Wo.)ES | Erstveröffentlichung: 13. November 2020 Katy Perry feat. Aitana                    |
| 2021 | Mándame un audio (Remix) –                               | ES63 Gold · (5 Wo.)ES | Erstveröffentlichung: 28. Juni 2021 Fresquito & Mango feat. Aitana                 |
| 2021 | Mon amour (Remix) –                                      | ES1 ×11Elffachplatin · (110 Wo.)ES | Erstveröffentlichung: 18. August 2021 Zzoilo feat. Aitana                          |
| 2021 | Llueve sobre mojado La cuarta hoja                       | ES42 Platin · (19 Wo.)ES | Erstveröffentlichung: 14. Oktober 2021 Pablo Alborán feat. Aitana & Álvaro de Luna |
| 2021 | Coldplay Malibu                                          | ES62 (1 Wo.)ES | Erstveröffentlichung: 28. Oktober 2021 Cali y El Dandee feat. Aitana               |
| 2022 | La Canción Que No Quiero Cantarte Cuando no sé quién soy | ES59 Gold · (2 Wo.)ES | Erstveröffentlichung: 12. Mai 2022 Amaia feat. Aitana                              |
| 2022 | Mariposas –                                              | ES10 ×6Sechsfachplatin · (68 Wo.)ES | Erstveröffentlichung: 2. Juni 2022 Sangiovanni feat. Aitana                        |
| 2024 | Hermosa Casualidad PO2054AZ                              | ES28 Gold · (3 Wo.)ES | Erstveröffentlichung: 30. Mai 2024 Sen Senra feat. Aitana                          |
| 2024 | Like I Can –                                             | ES45 (3 Wo.)ES | Erstveröffentlichung: 9. August 2024 Sam Smith feat. Aitana                        |
| Folgende Lieder erschienen nicht als Single, wurden aber durch das Album zum Download und Streaming bereitgestellt und konnten somit eine Platzierung erlangen: |                                                          | |                                                                                    |
| |                                                          | |                                                                                    |
| 2022 | Las dudas Dharma                                         | ES92 Gold · (1 Wo.)ES | Sebastián Yatra feat. Aitana                                                       |
| 2024 | Gran vía Buenas noches                                   | ES1 ×3Dreifachplatin · (… Wo.)ES | Quevedo feat. Aitana                                                               |

## Auszeichnungen für Musikverkäufe
| Goldene Schallplatte - Chile - 2019: für die EP Tráiler - Ecuador - 2018: für die Single Lo malo - 2018: für die Single Teléfono - Italien - 2022: für die Single Mon amour (Remix) - Mexiko - 2022: für die Single Con la miel en los labios - 2022: für die Single Corazón sin vida - Spanien - 2024: für das Lied Con las ganas - Vereinigte Staaten - 2020: für die Single Lo malo (Latin) Platin-Schallplatte - Argentinien - 2021: für die Single 11 Razones - Chile - 2020: für die Single 11 Razones - Mexiko - 2019: für die Single Presiento - 2022: für die Single Más de lo que aposté - Vereinigte Staaten - 2020: für die Single Teléfono (Latin) - Zentralamerika - 2022: für die Single Mon amour (Remix) | 3× Goldene Schallplatte - Mexiko - 2022: für die Single Teléfono - 2022: für die Single Vas a quedarte 5× Goldene Schallplatte - Mexiko - 2022: für die Single + - 2022: für die Single Si tú la quieres 3× Platin-Schallplatte - Portugal - 2022: für die Single Mon amour (Remix) 3× Diamantene Schallplatte - Mexiko - 2022: für die Single Mon amour (Remix) |

Anmerkung: Auszeichnungen in Ländern aus den Charttabellen bzw. Chartboxen sind in ebendiesen zu finden.
| Land/RegionAuszeichnungen für Musikverkäufe (Land/Region, Auszeichnungen, Verkäufe, Quellen) | Gold       | Platin         | Diamant     | Verkäufe  | Quellen             |
| -------------------------------------------------------------------------------------------- | ---------- | -------------- | ----------- | --------- | ------------------- |
| Argentinien (CAPIF)                                                                          | —          | Platin1        | —           | 20.000    | Einzelnachweise     |
| Chile (IFPI)                                                                                 | Gold1      | Platin1        | —           | 205.000   | Einzelnachweise     |
| Ecuador (SOPROFON)                                                                           | 2× Gold2   | —              | —           | 6.000     | Einzelnachweise     |
| Italien (FIMI)                                                                               | Gold1      | —              | —           | 50.000    | fimi.it             |
| Mexiko (AMPROFON)                                                                            | 6× Gold6   | 8× Platin8     | 3× Diamant3 | 2.760.000 | amprofon.com.mx     |
| Portugal (AFP)                                                                               | —          | 3× Platin3     | —           | 30.000    | Einzelnachweise     |
| Spanien (Promusicae)                                                                         | 24× Gold24 | 94× Platin94   | —           | 5.950.000 | elportaldemusica.es |
| Vereinigte Staaten (RIAA)                                                                    | Gold1      | Platin1        | —           | 90.000    | riaa.com            |
| Zentralamerika (CFC)                                                                         | —          | Platin1        | —           | 70.000    | cfc-musica.com      |
| Insgesamt                                                                                    | 35× Gold35 | 109× Platin109 | 3× Diamant3 |           |                     |

## Filmografie
| Jahr | Titel        | Rolle     |
| ---- | ------------ | --------- |
| 2024 | Wand an Wand | Valentina |